# الاتجار بالجنس في الصين

يتعرض الصينيون والمقيمون في الصين للاتجار بالجنس.

الاتجار بالجنس في الصين، نوع من الاتجار بالبشر بغرض الاستغلال الجنسي والرق، ينتشر في جمهورية الصين الشعبية. تمتلك الصين- أكبر دولة في العالم من حيث عدد السكان- ثاني أكبر عدد من ضحايا الاتجار بالبشر في العالم، إذ تشكل دولة منشأ ووجهة وعبور للأشخاص المتاجر بهم جنسيًا.
لا يقتصر الاتجار بالجنس في البلاد على مجموعة معينة، بل يشمل جميع المجموعات العرقية في الصين والأجانب. تعرض المواطنون الصينيون، وخاصة النساء والفتيات، للاتجار بالجنس في مختلف مقاطعات الصين، وكذلك في دول أخرى في آسيا وقارات مختلفة. اكتشف الصينيون في الخارج الموضوع ضمن مجتمعات المغتربين. يحصل الاتجار بالبغايا الصينيات في الخارج، لا سيما في الأماكن التي يوجد فيها طلب من قبل العمال وعمال البناء الصينيين.
يبلغ تعداد المهاجرين الداخليين في الصين مئات الملايين من السكان، وهم معرضون خصوصًا للاتجار بالجنس. يُختطف ضحايا الاتجار بالجنس أو يُخدعون ويُجبرون على ممارسة الدعارة والزواج و/أو الحمل، ويكونون بذلك مهددين ومعرضين للأذى الجسدي والنفسي. يصابون بالأمراض المنقولة بالجنس جراء عمليات الاغتصاب، كما أن الإيذاء والتجويع شائعان. تموت بعض النساء والفتيات من ظروف الأسر السيئة أو يتعرضن للتعذيب و/أو يُقتلن.
انتشر كل من الاتجار بالجنس والاستغلال الجنسي في جميع طبقات المجتمع الصيني. ينتمي الجناة من الذكور والإناث في الصين إلى مجموعة واسعة من الخلفيات والطبقات الاجتماعية. يعمل عدد من المتاجرين كأعضاء في المنظمات والعصابات الإجرامية أو كأفراد يقومون بتيسير العملية. استفاد بعض المسؤولين والعاملين الحكوميين، وكذلك الأجانب، من الاتجار بالجنس في الصين.
أدى ارتفاع الدخل في الصين إلى زيادة استهلاك العديد من الخدمات، سواء المشروعة منها أو غير المشروعة، وشمل ذلك الأعمال المرتبطة بصناعات الترفيه والسياحة في الصين، فضلًا عن الصناعات الثقيلة وقطاع التعدين. يقترح بعض المراسلين أن مبادرة الحزام والطريق والعولمة عوامل أدت إلى زيادة الاتجار بالجنس في الصين. يعمل تجار الجنس الصينيون في جميع أنحاء العالم. تعد تجارة الجنس عبر الإنترنت مشكلة متنامية في الصين في القرن الحادي والعشرين. أدى الانتشار العالمي للإنترنت عالي السرعة والزيادة في ملكية الحواسيب والحواسيب اللوحية والهواتف الذكية، إلى تغذية الدعارة القسرية عبر الإنترنت أو الافتراضية والاعتداء الجنسي وإنشاء مقاطع فيديو إباحية غير قانونية يشتريها المستخدمون في جميع أنحاء العالم.
يُصعب تقدير حجم الاتجار بالجنس في الصين بسبب الافتقار إلى الأبحاث الأولية وجمع البيانات، والطبيعة السرية لجرائم الاتجار بالجنس، وحقيقة أنه لا يجري الإبلاغ إلا عن أقلية صغيرة من الحالات إلى السلطات، وغير ذلك من العوامل. تقوم وزارات الحكومة الصينية، وكذلك الوكالات والمنظمات الدولية والمحلية، ببعض الأعمال لمكافحة أنماط الاتجار بالجنس، لكنها لم تؤد إلى تحسينات جوهرية وأثبتت الاستجابات بأنها غير كافية. أوقف تطبيق قوانين الاتجار بالجنس والتحقيق في قضايا الاتجار ومقاضاة مرتكبيها بسبب تحديات التعاون والتنسيق بين الوكالات، والصعوبات اللوجستية، وسوء إدارة الحدود، والحواجز اللغوية أمام الضحايا الأجانب، والديناميات السياسية، والفساد، واللامبالاة. اتُّهم بعض عناصر الشرطة والمسؤولين الصينيين، وكذلك السفارات والبعثات الدبلوماسية في الخارج، بالإهمال فيما يتعلق بجهود مكافحة الاتجار بالجنس والاهتمام بالضحايا.
تشير الإحصاءات المتاحة إلى حاجة الصين إلى تخصيص موارد أكبر وتنفيذ سياسات واستراتيجيات أفضل لتقليل الاتجار بالجنس في البلاد. يصعب على الشركاء التجاريين للصين انتقاد جهود البلاد غير الكافية لمكافحة الاتجار بالجنس بسبب مخاوف من التوترات. تعرقل جهود المجتمع المدني الصيني في مكافحة الاتجار بالجنس بسبب التهديدات والإكراه من المنظمات الإجرامية والمسؤولين وقمع الحكومة للنساء ومنظمات حقوق الإنسان والصحافة والمحامين.

## الضحايا
تشمل قائمة ضحايا الاتجار بالجنس من أجل الاستعباد الجنسي في الصين، على سبيل المثال لا الحصر، الأطفال والفقراء والمهاجرين والمعوقين والأقليات العرقية والدينية والأجانب والصينيين المغتربين. يُستغل ضحايا الاغتصاب بالإضافة إلى ذلك كعمال قسريين في المنازل والمزارع والشركات. يُصابون غالبًا بالأمراض المنقولة بالجنس، وخاصة ضحايا البغاء القسري، لأن المغتصبين لا يرتدون الواقي الذكري. تُصاب النساء والفتيات بفيروس نقص المناعة البشرية، ويتعرضن للإيذاء والتعنيف اللفظي والجسدي، والتجويع، والتعاطي، والتعذيب الجنسي. فُقدت العديد من النساء والفتيات اللاتي كنّ ضحايا الاتجار بالجنس.
يواجه الضحايا الناجون النبذ من عائلاتهم ومجتمعاتهم. لا تشجع الأسرة والأصدقاء بعض الضحايا على السعي لتحقيق العدالة. يعود البعض ممن يعانون من الفقر المدقع أو يعانون من الصدمة أو الإدمان القسري للمخدرات بسبب آسريهم، إلى الدعارة مكرهين بعد إنقاذهم. لم تتمكن العديد من الأمهات اللاتي هربن أو أُنقذن من رؤية أطفالهن المحتجزين لدى الأسرة التي ابتاعتهم أو المشغلين الذين يبيعونهم. يتردد بعض ضحايا الإتجار السابقين في إبلاغ السلطات المحلية عن المتجرين لأنهم يخشون انتقام المجرمين. يتعرض بعض الضحايا الذين أُنقذوا، للخطف والاتجار بالجنس مرة أخرى.
قد يحتاج الناجون من الإتجار إلى رعاية طبية عاجلة لمشاكل تتراوح من الإصابات الناجمة عن الإساءة إلى احتياجات الصحة الجنسية والإنجابية، وهم بحاجة إلى مأوى لأنهم لا يستطيعون أحيانًا العودة إلى أسر كانت متواطئة في الاتجار بهم. يحتاجون المساعدة القانونية لضمان استجابة نظام العدالة- الذي يتخلى غالبًا عن ضحايا الاتجار- لاحتياجاتهم من المساءلة والتعويض. يحتاج الكثيرون إلى مساعدة مالية بسبب افتقارهم للتعليم ومصادر الدخل نتيجة شهور وسنوات العبودية الجنسية.
انتُقدت حماية الحكومة الصينية للضحايا. اعتقل مسؤولو إنفاذ القانون الصينيون النساء الأجنبيات واحتجزنهم للاشتباه في ارتكابهن جرائم دعارة دون فحصهن بحثًا عن مؤشرات الاستغلال الجنسي- لمدة تصل أحيانًا إلى أربعة أشهر- قبل ترحيلهن بسبب انتهاكات قوانين الهجرة. عاملت الشرطة النساء والفتيات على أنهن ينتهكن قانون الهجرة، لكنها لم تتخذ إجراءات تذكر ضد المتجرين بهن.
تزداد الحاجة إلى المساعدة في إعادة التأهيل وخدمات الحماية، بما في ذلك الإرشاد الشامل وإعادة الإدماج الطبي للضحايا. تعرضت النساء المحتجزات أو المسجونات للضرب على أيدي أخريات مثلهن.
تحتفظ الحكومة الصينية بشبكة واسعة من الملاجئ في جميع أنحاء البلاد، حيث توفر الطعام والإقامة وغيرها من الخدمات للمواطنين الصينيين الذين يواجهون أنواعًا مختلفة من التحديات، إلا أن النظام يفتقر إلى الخبرة في دعم الأجانب المحتاجين للمساعدة. تشير الأدلة المروية إلى أن النساء الأجنبيات الهاربات من ظروف الزواج القسري، وبعضهن حوامل، لا يُمنحن في بعض الأحيان الوصول إلى الملاجئ وخدماتها. توجد خدمات دعم متخصصة للأطفال، بما في ذلك الملاجئ المتخصصة. تُتاح الملاجئ في حالات الطوارئ، وخدمات الصحة البدنية والعقلية، والتعليم، والتدريب المهني، والمساعدة المالية، ولم شمل الأسرة، لجميع الفئات.

### الإناث
تعد الإناث فئةً أكثر هشاشةً من الذكور بسبب كراهية النساء الراسخة، والتي تجعل الرجال ينظرون إلى النساء والفتيات على أنهن أقل منزلة وبمثابة سلعة. تعزز الهياكل الأبوية التقليدية عدم المساواة بين الجنسين، لا سيما في المناطق الريفية حيث لا تُمنح الإناث في كثير من الأحيان نفس الفرص مثل الذكور ويُجبرن على الخضوع لسلطة الرجل. تؤدي حالة عدم المساواة هذه إلى زيادة تهميش النساء والفتيات وزيادة تعرضهن للاتجار بالجنس.
أدت سياسة الطفل الواحد وتفضيل الأبناء على البنات إلى انحراف نسبة الجنس، إذ يفوق عدد الرجال عدد النساء في الصين، مما أدى إلى زيادة الطلب على البغايا والزوجات المتجر بهن في الصين.